# Slag bij Efeze
De Slag bij Efeze was een veldslag op 24 december 1147 tijdens de Tweede Kruistocht, waarbij de Franse kruisvaarders onder koning Lodewijk VII van Frankrijk zich net buiten de stad Efeze met succes verweerden tegen een hinderlaag van de Seltsjoeken van het sultanaat Rûm.
Koning Lodewijk VII voerde zijn leger vanuit Frankrijk langs Klein-Azië naar Jeruzalem. Na de nederlaag van rooms-koning Koenrad III van Duitsland in de Slag bij Dorylaeum (1147) bleek de weg  door de bergen van het binnenland te gevaarlijk en besloten ze de weg langs de kust te volgen. 
Begin december stopte het leger bij Efeze om zich te bevoorraden en dan langs de vallei van de  Meander naar de haven van Antalya te trekken.
Boodschappers van keizer Manuel I Komnenos van het Byzantijnse Rijk meldden, dat de Seltsjoeken in de buurt waren en dat het verstandiger zou zijn om het leger in een versterkte stad onder te brengen. Lodewijk sloeg de raad in de wind en leidde zijn leger eind december uit Efeze.
Willem van Tyrus was erbij en schreef, dat het leger even rustte in de vallei van Decervium net buiten Efeze. De Seltsjoeken vielen aan vanuit een hinderlaag. Odo van Deuil, die ook ooggetuige was, schreef dat de kruisvaarders zo dapper vochten, dat ze de Seltsjoeken en hun Griekse aanvoerders verjoegen.
De kruisvaarders trokken verder en zouden in januari 1148 de Slag bij Mont Cadmus leveren en verliezen.